# St. Peter (Heidenkam)

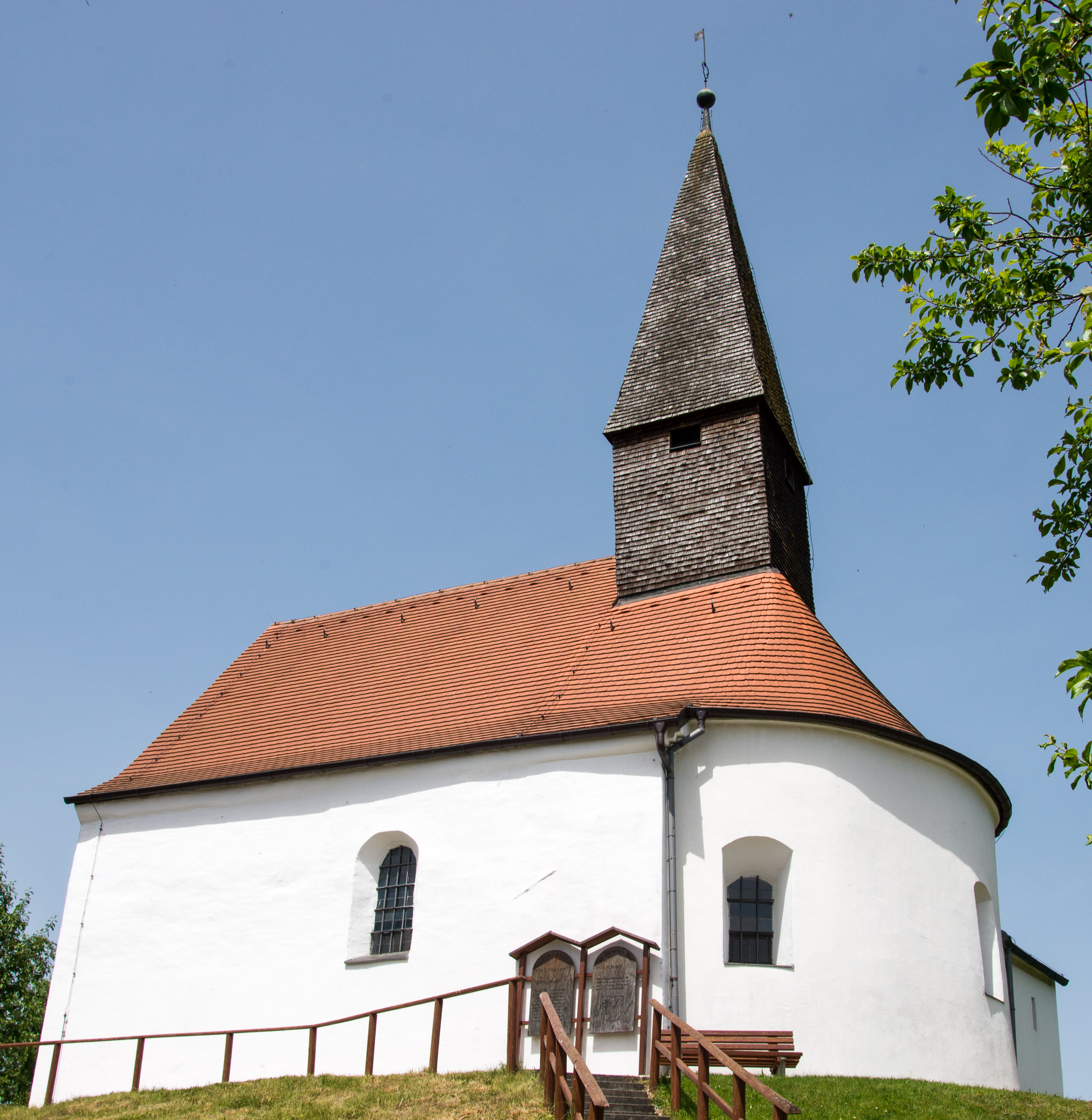
Außenansicht der Filialkirche St. Peter in Heidenkam

Die römisch-katholische Filialkirche St. Peter in Heidenkam, einem Ortsteil der Gemeinde Tiefenbach im niederbayerischen Landkreis Landshut, ist ein spätromanischer Kirchenbau, der im 12. oder 13. Jahrhundert errichtet wurde und somit zu den ältesten noch erhaltenen Gotteshäusern im Landkreis zählt. Heute ist St. Peter in Heidenkam eine Filialkirche der Pfarrei St. Georg in Ast, die dem Pfarrverband Steinzell im Erzbistum München und Freising angehört.
Die Kirche befindet sich in der Nähe einer ehemaligen Turmhügelburg und ist als Wehrkirche mit bis zu 1,86 Meter dicken Wänden, einer halbrunden Apsis in Form eines gestelzten Rundbogens und sehr kleinen, rundbogigen Fensteröffnungen angelegt, was möglicherweise auf die Nähe zu der Befestigungsanlage zurückgeht. Über dem Chor befindet sich ein vollständig verschindelter Dachreiter mit vierseitigem Pyramidendach. Innen ist das Schiff flach gedeckt, die Apsis halbkugelförmig überwölbt.
Der kleine barocke Hochaltar stammt aus der zweiten Hälfte des 17. Jahrhunderts. Die beiden Säulen, die den Aufbau tragen, sind mit Kleeblättern umrankt. Anstelle eines Altarblatts befindet sich eine Holzfigur des heiligen Petrus als erster Papst der Kirchengeschichte, die gleichzeitig mit dem Altar geschaffen wurde. Weiterhin ist der Altar mit Voluten verziert. Nördlich in der Apsis befindet sich ein Grabstein mit Wappen, der einer Maria Anna Bauerin von Heidenkam und Ast, gestorben am 17. Juli 1684, gewidmet ist.
Zur Entstehung dieser Kirche gibt es folgende Sage:
„Ein Mönch rodete Wald, um Ackerland zu gewinnen. Als er an eine große Eiche kam, schlug er seine Axt in den Baum und wollte, bevor er sie fällte, ein wenig ausruhen. Doch der Mönch schlief ein, und als er wieder erwachte, war die Eiche verschwunden und die Axt schwebte an der Stelle, wo er sie in den Baum schlug. Der Mönch erkannte das Zeichen Gottes und errichtete an dieser Stelle eine Kapelle, die heutige Kirche St. Peter in Heidenkam.“